# Onorificenze del Camerun
Elenco degli ordini cavallereschi e delle medaglie concessi dalla Repubblica del Camerun.
Il gran maestro è il presidente della Repubblica del Camerun.

Stemma del Camerun

## Ordini cavallereschi
| Nastro | Onorificenza                          |
| ------ | ------------------------------------- |
|        | Ordine del Valore                     |
|        | Ordine al merito del Camerun          |
|        | Ordine al merito agricolo del Camerun |
|        | Ordine al merito sportivo             |

## Medaglie
- Medaglia per il coraggio
- Medaglia della forza pubblica
- Medaglia del lavoro